# 洋彩瓷
洋彩之名稱，出自於督陶官唐英的著作以及《活計檔》、琺瑯相關陳設檔案及清宮木匣刻款的文獻資料中。其在陶瓷分類上屬琺瑯彩類，是一種運用西洋繪畫技法與裝飾的彩瓷。洋彩瓷是由景德鎮御窯廠燒造，專門上供宮廷使用，多為釉下青花款或釉上紅彩款。洋彩瓷光澤透亮、釉色粉潤，在乾隆時期十分受到重視，因此許多創新的製瓷工法在此時誕生，如「錦上添花」剔刻技術，在技術上為達乾隆對藝術之追求，更發展出了「玲瓏轉旋器」，在此類瓷器上也常可見乾隆御製詩或是其他款印，再再凸顯了乾隆對洋彩瓷的喜愛。

## 歷史
「洋彩」是督陶官創新時所運用的名詞，從裡面的「洋」字，便可以知道是和與西洋有關，因在製作時都會運用了西洋繪畫技法。督陶官唐英曾說：「洋彩器皿，本朝新仿西洋法瑯畫法」；「圓琢白器，五采繪畫，摹仿西洋，故曰洋彩」；再釋：「人物、山水、花卉、翎毛無不精細入神。所用顏料與法瑯色同。」洋彩器上不同的御製詩、「乾隆辰翰」、「惟精惟一」、「乾隆」等款印都充分說明清高宗對洋彩的重視，或可解讀為清高宗認為洋彩足以代表清朝盛世的創新工藝。

## 紋樣風格

### 採用西洋繪畫技巧及元素
- 西洋明暗光點技法應用於圓形物體的繪製。
- 花卉草葉繪製時，使用白色的釉料漸層效果，加強明暗對比，也製造出影效果。
- 使用明暗陰影透視的繪畫技法來描繪人物，增添人物立體感。
- 花卉樣式除傳統的牡丹、蓮花外，開始出現西洋花卉，如：洋菊。另外草葉紋也有西洋藤蔓紋飾的應用。

### 皇帝御製詩及款印
此器上西洋元素及技法的運用頗為乾隆皇帝所偏好。「宮廷御製詩」為乾隆洋彩器之一大特色，乾隆皇帝常為洋彩器作詩讚詠，足見皇帝對此器類之喜愛以及重視。乾隆皇帝對洋彩器十分鍾愛，故常在乾隆時期所產之洋彩器上鈐印，最常見之印款為「乾隆辰翰」、「惟精惟一」等。

## 器形

### 玲瓏旋轉器
配合清高宗藝術創作旺盛的企圖心，身為御窯廠的監造官唐英費盡巧思，屢屢開創新樣，博取君心。自乾隆七年始，磁胎洋彩製品益趨精細，講究鏤空、穿透、旋轉、層層相套、紋飾多樣，製作工序困難、複雜、奇巧，極富挑戰，選展的「玲瓏鏤空轉心瓶」被後世譽為鬼斧神工。乾隆八年（1743）四月二十一日唐英在〈恭進奉發及新擬瓷器摺〉中提到燒造得九種新樣式進呈，這些新樣皆可從故宮院藏器一一對照得出。轉心瓶器可以分為易於操作及需有專人操作兩個群組，第一組的尺寸多半在四十公分以下，因轉動機巧的設計所在，又可以在從中再分為三個樣式：第一式為整件作品的轉動機能都設置在底足，器形有碗及瓶兩種，碗類瓷器以「粉青印花游魚轉足碗」及「洋彩山水詩意轉呎碗」為代表，而瓶器則以乾清隆的「古銅釉描金葫蘆轉旋器」為代表。第二式為整件作品的轉動機巧位於頸部，這是轉心瓶作品中最為常見的設計組合，以清乾隆的「洋彩番蓮蟠螭紋轉心瓶」為代表。第三式為整件作品可轉動的部分位於頸部或腹部之處，轉動時必需觸動整件作品的頸部或整個鏤空的腹部，方能使之轉動。這類作品以「洋彩開光山水詩意瓶」和「洋彩青花描金鏤空渣斗」為代表。第二組由專人操作的尺寸高約在七十公分左右，代表作品為「霽青釉粉彩乾隆行圍圖旋轉瓶」。

### 轉心瓶中西交流的現象
轉心瓶的技法早於清朝時期俟可以在伊斯蘭國家可以見得到，伊斯蘭陶工在十一世紀發現了熔塊的配方，進以產生了燒製堅硬陶瓷的秘訣後，亦生產了穿透鏤空的雙層器，由此可見以玲瓏鏤空技法完成的雙層器的製作技法可能受到伊斯蘭國家外銷的陶藝品影響。而透過《活計檔》中指更發現在雍正朝製造的文物已經出現一些在名稱上已經具備旋轉器機能的設計，如「轉盒」及「轉檯」等便是其中的例證，而這上西洋的作品的製作時間都遠較轉心瓶的製作時間為早，所以不掛排除轉心瓶的設計是受到這些西洋的產物影響。

### 完全相同的成對瓷胎洋彩
乾清宮所藏磁胎洋彩與磁胎畫琺瑯大多成對製作，但二者表現手法有所不同，磁胎洋彩的形制、紋飾、構圖與處理細節，幾乎完全一樣；磁胎畫琺瑯，外形雖一樣，紋飾卻不盡相同。這種完全相同與同中有異的特徵，則為辨識磁胎洋彩與畫琺瑯的基本重點。重要的成對瓷器包括「磁胎洋彩紅地團花山水湯碗」、「磁胎洋彩翠地錦上添花玉環膽瓶」、「磁胎畫琺瑯家雀八哥膽瓶」等。

## 技法

### 錦上添花紋飾與技法
錦上添花為一種紋飾技法，在瓷器上先繪出錦地，接著再於錦地上額外畫上花卉紋飾，故稱「錦上添花」，此紋飾技法常見於畫琺瑯及洋彩器上。錦上添花又分兩種，差異在於錦地的繪製法，一為剔地錦紋，二為描畫錦紋。前者乃是在事先上好的釉彩上以尖物剔除釉藥繪出錦地紋，因此以此法完成的錦紋為凹於釉面；後者則是以釉彩直接描繪出錦地紋，此法之錦紋則略凸出於器表。錦地紋之種類多樣，常見者如：卷草錦紋。

## 定義的爭議
目前亚洲学界中对“粉彩”、“洋彩”两个名词的使用存在争议。以下是几位学者对这两个名词的不同看法：

### 洋彩即粉彩

#### 亞洲學界
小林太市郎最早接受了《飲流齋說瓷》中的“粉彩”定义，他认为粉彩是借鉴了西洋銅胎畫琺瑯的装饰技法，因此得名“洋彩”。汪慶正则根据唐英的〈陶成紀事碑〉推断，洋彩包括粉彩和琺瑯彩，因此洋彩即粉彩。長谷部樂爾认为，就技术面而言，粉彩属于五彩的一种，差别在于使用的颜料不同。他的立论基础是，清代前期并没有“粉彩”这个名词，但雍、乾两代的造办处档案记载的“洋彩”，应该就是今天被称为粉彩的瓷器。 

#### 歐美學界
洋彩（foreign colors）即粉彩系列（famille rose）。
歐美學界的研究則專注於釉彩變化。1862年，法國學者Albert Jacquemart（1808-1875）在其出版的《Histoire de la porcelain》針對中國外銷歐洲瓷器作品，提出了所謂的famille verte（綠彩系列）與famille rose（粉彩系列）等風格差別。这个famille rose名詞的發明相當重要，雖然當時對這些外銷歐洲瓷器的認識在今天看來有很多誤解，但該名詞作為西方陶瓷史界指涉景德鎮清代釉上彩瓷的新發展，被沿用至今，從famille/family（系列）概念到palette（調色盤），並得到高度的共識。普遍認為famille rose作品約在18世紀20年代出現，與先前的famille verte有明顯的區別。雖然東西方研究者的關注點並非完全相同，但自此之後，“粉彩”與famille rose就成為東西方現代陶瓷史研究中的慣用名詞，被用來指涉康熙晚期以後景德鎮生產的釉上彩瓷。 
康熙五彩，對應famille-verte porcelain，類似水彩的透明彩繪效果與因為使用冷調生料可能所需較高的燒熔溫度，被形容為硬彩ying cai，也就是hard color；粉彩瓷，對應famille-rose porcelain，類似油畫的不透明彩繪效果與因為使用熱調熟料可能所需較低的燒熔溫度，則被形容為軟彩ruancai，也就是soft color。瓷胎畫琺瑯新技術影響下的瓷器製品（包括琺瑯彩瓷、洋彩瓷、粉彩瓷），皆屬畫琺瑯瓷器，雖然目前英文多以famille rose porcelain 統稱，或許 enamelled porcelain 是較適切的相對應英文用詞。當中文以瓷胎畫琺瑯作為一個新工藝技術或是新藝術形式的用詞，而英文則以famille rose 為此代表名詞。琺瑯彩、洋彩、粉彩、五彩、軟彩、硬彩、famille verte、famille rose，這些詞彙都是清代釉上彩瓷的稱謂，都是運用二次烤燒技術以釉料或畫琺瑯料在瓷胎上進行彩繪。英文術語famille verte，對應到硬彩或是康熙五彩，較不具爭議。而英文用詞famille rose，與琺瑯彩、洋彩、粉彩、軟彩的對應關係，就複雜許多。Rose Kerr 就曾指出，對於以粉紅彩為主調的中國釉上彩瓷器，單一使用的西方術語，就是famille rose；但是中文術語卻有粉彩、軟彩、洋彩和琺瑯彩好幾個，感覺上這幾個術語是互通的。

### 洋彩非粉彩
即洋彩指在景德鎮加彩，送入清宮收儲的磁胎洋彩作品。
廖寶秀認為「洋彩」就是在景德鎮加彩、送入清宮收儲於「乾清宮琺瑯器皿內」的「磁胎洋彩」，以及風格相同的作品。琺瑯彩與洋彩雖然都使用琺瑯彩料繪畫，但繪畫技法不同，「洋彩瓷器模仿西洋畫法，而琺瑯彩瓷器則多以傳統中國畫法為主」，風格有別可以區分。 
王竹平認為粉彩瓷，為景德鎮民窯廠在自身的康熙五彩製造基礎上，加上清宮琺瑯彩瓷的影響上，研發粉彩料，在高溫燒成白瓷上進行畫琺瑯繪製工作，再進行低溫烤燒而成，偶有釉下青花款。畫琺瑯地點可能是景德鎮，也可能是廣東畫琺瑯作坊。主要為民間使用與外銷用途。洋彩瓷，是景德鎮御窯廠燒造的類琺瑯彩瓷器，專門上供宮廷使用，多為釉下青花款或釉上紅彩款。在乾隆朝清宮檔案被記載為磁胎洋彩，與所記載為磁胎畫琺瑯的琺瑯彩瓷有別。  
國立故宮博物院的觀點為洋彩與畫琺瑯，都是採用琺瑯釉，因而長期以來被混為一談，其實兩者之間從製作地點、繪法、紋飾、題詞、印章、款式等都有所不同；民國以後「洋彩」又被誤稱為「粉彩」。 

### 專書期刊
- 施靜菲(2013)。〈文化競技：超越前代、媲美西洋的康熙朝清宮畫琺瑯〉，《民俗曲藝》，182期，頁149-219。
- 施靜菲(2012)。〈從文化脈絡探討清代釉上彩名詞—琺瑯彩、洋彩與粉彩〉，《故宮學術季刊》，第二十九卷第四期，頁1-73。
- 王竹平(2012)，〈從科學分析文獻回顧看琺瑯彩、洋彩與粉彩的分類與命名〉，故宮學術季刊，第二十九卷第三期，頁115-166。
- 余佩瑾(2014)，〈唐英監造轉心瓶及其相關問題〉，故宮學術季刊，第三十一卷第四期（民國一零三年夏季），頁205-249。
- 吳戰壘(2003)。〈圖說中國陶瓷史〉。揚智文化事業股份有限公司。台北市。

### 網路資源
- 國立故宮博物院《華麗彩瓷－乾隆洋彩特展》http://www.npm.gov.tw/exh97/porcelains/introduction.html(檢索日期:2016/6/11)
- 國立故宮博物院《金程旭映－清雍正琺瑯彩瓷特展》http://www.npm.gov.tw/exh101/yongzheng/index.html(檢索日期:2016/6/11)
- 國立故宮博物院器物典藏資料檢索系統  http://antiquities.npm.gov.tw(檢索日期:2016/6/11)%5B%5D
- 國立故宮博物院故宮教育頻道

http://npm.nchc.org.tw/el_2.aspx(檢索日期:2016/6/11)%5B%5D

http://www.npm.gov.tw/exh97/porcelains/introduction.html(檢索日期:2016/6/11)

http://npm.nchc.org.tw/el_2.aspx(檢索日期:2016/6/11)%5B%5D